# Жабєк
Жабєк (словен. Žabjek) — поселення в общині Требнє, регіон Південно-Східна Словенія, Словенія.